# الأغبري (السدة)
الأغبري هي إحدى قرى عزلة الزعلاء بمديرية السدة التابعة لمحافظة إب، بلغ تعداد سكانها 2000  نسمة حسب معدل النمو السكاني منذ 2004 الى 2025 .